# サヨナラは今もこの胸に居ます
「サヨナラは今もこの胸に居ます」（サヨナラはいまもこのむねにいます）は、ZARDの16作目のシングル。

## 概要
「負けないで」、「きっと忘れない」に続いて、テレビドラマ『白鳥麗子でございます!』の映画版の主題歌として使用された。
初動売上30万枚超を記録して「こんなにそばに居るのに」以来、4作ぶりにオリコン初登場1位を獲得したが、累積売上では「負けないで」以降で最も低い55万枚に終わっている。
カップリング曲では坂井が4年ぶりに作曲を手がけている。
ジャケットの撮影は湘南サブマリンドッグで行われた。バスの中に坂井の直筆サインがあったことから、ZARDファンの聖地にもなった。なお、湘南サブマリンドッグは神奈川県逗子市による調整地域（それに伴う土地の立ち退き）となったため、2006年7月23日に閉店となった。
静止画と海外の風景を混ぜ合わせたショートクリップが作成されていたが、坂井の死後にスタジオで歌唱する映像やジャケット撮影のメイキングに織り交ぜた映像が初公開された。

## 収録曲
1. サヨナラは今もこの胸に居ます
作詞：坂井泉水
作曲：栗林誠一郎
編曲：葉山たけし
  - ぼくたちの映画シリーズ『白鳥麗子でございます!』主題歌[注釈 2]、『J-ROCK ARTIST Count Down 50』エンディングテーマ曲
  - ゲストコーラス（ゲストヴォーカルとクレジット）で栗林誠一郎が参加している。
  - アルバム『TODAY IS ANOTHER DAY』ではボーカルをリテイク、ミックスも異なるバージョン（スネアドラムやシンセサイザーの音）を収録。
  - ベストアルバム『ZARD Request Best 〜beautiful memory〜』の投票では31位（30位までが収録）で収録されなかった。
2. 眠り
作詞・作曲：坂井泉水
編曲：池田大介
  - 2ndアルバム『もう探さない』収録の「いつかは…」以来4年ぶりの坂井泉水作曲。
  - ベストアルバム『ZARD BEST 〜Request Memorial〜』の投票では28位と未収録となったものの、カップリング曲の中では1位であった。セレクションアルバム『Brezza di mare 〜dedicated to IZUMI SAKAI〜』では特典DVDに初公開映像とともに収録された。
3. サヨナラは今もこの胸に居ます（オリジナルカラオケ）
  - ドラムのミックスなどが一部異なったミックスのものが収録されている。
4. 眠り（オリジナルカラオケ）

## 楽曲の収録アルバム
- TODAY IS ANOTHER DAY（#1,2、#1はボーカルをリテイクしミックスも少し異なる、#2はリミックスを施して収録）
- ZARD BEST 〜Request Memorial〜（#1）
- Golden Best 〜15th Anniversary〜（#1）
- Soffio di vento 〜Best of IZUMI SAKAI Selection〜（#1）
- ZARD Single Collection 〜20TH ANNIVERSARY〜（#1,2）
- ZARD Forever Best 〜25th Anniversary〜（#1,2）